# Йоанис Симаникас
Йоанис (Янис) Симаникас (на гръцки: Ιωάννης (Γιάννης) Σημανίκας) е гръцки революционер, деец на Гръцката въоръжена пропаганда в Македония в началото на XX век.

## Биография

### Ранни години
Симаникас е роден в южномакедонското градче Негуш в 1876 година. Учи в Пехотното училище в Навплио. Турците конфискуват имуществото му и го пускат на търг. Става член на Етники Етерия, а по-късно става член на Македонския комитет, като е близък сътрудник на председателя му Димитриос Калапотакис. Калапотакис през август 1904 година го препоръчва на капитан Евтимиос Каудис, действащ в Преспа и Леринско.

### 1904 година
Симаникас влиза в Македония на 18 август 1904 година с четата на Евтимиос Каудис. Четата се състои от офицери, обучени в Гърция за сражения с българските и румънските чети, главно в Югозападна Македония. През периода септември-октомври 1904 година четата на Каудис, с активното участие на Симаникас, ликвидира различни български и румънски дейци. След това, след смъртта на Павлос Мелас през октомври 1904 година и разпадането на четата му, останалите живи бойци се присъединяват към четата на Каудис и чакат пристигането на новия командир Георгиос Катехакис (Рувас) и четата му, което става на 7 ноември 1904 година. Четите на Катехакис и Каудис атакуват на 12 ноември село Зелениче, което е щаб на българските чети и е първото нападение на гръцки андарти срещу чисто екзархийско село. С помощта на костурския митрополит Герман Каравангелис през вторите две седмици на ноември гръцките чети извършват поход из планинския район на Корещата, оживявайки духа на местните гъркомани. Като реакция силните чети на Митре Влаха и Атанас Кършаков водят на 29 и 30 ноември 1904 година голямо сражение с гърците при Желево и Ощима, първата голяма битка между гръцки и български чети. В нея Симаникас е командир на отряд, който се установява в западните покрайнини на Желево и контролира пътя на юг към Костур. Битката завършва с намеса на турска войска, но българите губят 12 души срещу един ранен грък, което значително повишава морала на гъркоманите и тяхното доверие в гръцките чети.

### 1905 година
В 1905 година Йоанис Симаникас отново навлиза в Македония, но този пък като командир на чета от македонци от Берско и Негушко, действащ в по-широкия район на Бер. Според гръцки източници най-важната операция на четата е битката със силите на Иван Златанов в района на манастира „Свети Йоан Предтеча Външни“. На 15 април 1904 година четата на Симаникас се приближава до манастира, за да вземе 150 пушки, доставени от Гида. Тялото е предадено на четата на Златанов, която устройва засада в района. Симаникас обаче, изпраща разузнавачи да огледат района, разбира за засадата и сам прави засада на българската чета. В тежко сражение, започнало в 10 вечерта на 15 април, българската чета е унищожена, оставяйки на бойното поле 15 убити и няколко ранени от общо 65-те четници.

### 1906 година
В района на Негуш от началото на 1906 година водач на местните гръцки чети е Георгиос Катехакис с капитаните Емануил Скундрис, Константинос Гарефис, Емануил Кацигарис и Йоанис Симаникас. На 15 март 1906 година край Жервохор четата на Симаникас се сблъсква със силен турски отряд, в резултат на което загиват 17 турски войници и 3 гръцки бойци. Сражението показва способността на гръцките чети да се изправят срещу редовна армия.
Следващият конфликт, в който Симаникас участва, обаче не е успешен. На 11 април Катехакис и хората му се срещат с капитан Манолис Бенис, навлязъл в Македония с чета крияни и военни припаси и се е разположил на лагер при Хондросугла между Негуш и Хоропан. Четите на Скундрис, Кацигарис и Симаникас също се движат към района, въпреки възраженията на Симаникас, който предупреждава четите да не навлизат в дерето Хондросугла, защото има опасност да бъдат хванати в капан. След предателство гръцките чети под общото командване на Катехакис попадат в добре изпълнен капан и се изправят срещу редовни части на турската армия. Резултатът от битката при Хондросугла е значителни загуби и от двете страни, като гърците губят 13 убити и няколко ранени, включително капитаните Катехакис и Кацигарис.
Следващата важна битка на четата на Симаникас е на 15 ноември 1906 година в местността Весова с българска чета, в която влиза и Стерьо Балаур. Загубите на българите възлизат на 8 убити, включително Балаур.

### 1907 година
В 1907 година четата на Симаника продължава да действа в широкия район на Каракамен, но също и в равнината на Негуш Сланица. На 10 април се сблъсква с български комити в Каракамен, при което загиват трима българи и един грък.

### 1908 година
От края на 1907 година командващ гръцките действия в Каракамен е  Вермио е гръцкият офицер от пехотата Николаос Ципурас (Трайкос). В първата половина на 1908 година четата на Ципурас, подсилена с тези на Василиос Ставропулос (Коракас) и Георгиос Франгакос (Малеас) и Симаникас, участва в операции в Каракамен и близките райони.
След Младотурската революция от юли 1908 година, Симаникас се възползва от общата амнистия и се легализира, а критяните и гръцките офицери се връщат в Гърция. От това време са серията фотографии пред берското кметство. Четите в района на Негушко и Воденско обаче не са разоръжени реално, а напротив са допълнително въоръжени от Гърция. Скоро обаче от съображения за сигурност Симаникас е принуден да се оттегли в Атина.

### Последни години
Участва в Балканската война като лейтенант от гръцката армия, начело на партизанска чета, участвала в освобождаването на Негуш.
Симаникас умира в 1941 година в Солун.
Симаникас е женен за Атина Скурта и има трима сина и една дъщеря. Синовете му Никифорос, Манолис и Теофилос са сред първите хора от Негуш, които се присъединяват към редиците на ЕЛАС. Особено се отличава Теофилос с „Никитарас“, който достига до чин полковник в ЕЛАС. Дъщерята на Симаникас Катина се жени за Янис Ямас, капитан на ЕЛАС по време на окупацията, а по-късно депутат от Съюза на центъра и министър.